# Saber Kazemi
Saber Kazemi (pers. ‏صابر کاظمی‎; ur. 24 grudnia 1998 w Gorgan) – irański siatkarz, grający na pozycji atakującego, reprezentant Iranu.

## Przebieg kariery
| Lata                 | Klub                   |
| -------------------- | ---------------------- |
| –2018                | El Shams Teheran       |
| 2018–2019            | Ziraat Bankası Ankara  |
| 2019–2020            | Foolad Sirdżan Iranian |
| 2020–2021            | Szahrdari Urmia        |
| 2021–2022            | Foolad Sirdżan Iranian |
| 2022 (od 09.03.2022) | Al Arabi Ad-Dauha      |

## Sukcesy klubowe
Klubowe Mistrzostwa Azji:
- 2021[4]

Mistrzostwo Iranu:
- 2022[5]

## Sukcesy reprezentacyjne
Igrzyska Azjatyckie:
- 2018, 2022[6]

Mistrzostwa Azji:
- 2021
- 2023[7]

## Nagrody indywidualne
- 2021: MVP Mistrzostw Azji
- 2021: MVP Klubowych Mistrzostw Azji
- 2022: Najlepszy zagrywający Memoriału Huberta Jerzego Wagnera